# Afrocantharellus
Afrocantharellus — рід грибів родини лисичкові (Cantharellaceae). Назва вперше опублікована 2012 року.

## Класифікація
Раніше розглядався як підрід роду Лисичка (Cantharellus). У 2012 році був виділений в окремий рід.
До роду Afrocantharellus відносять 4 види:
- Afrocantharellus fistulosus
- Afrocantharellus platyphyllus
- Afrocantharellus splendens
- Afrocantharellus symoensii